# Roberto Bergamaschi
Roberto Bergamaschi (Cassano d'Adda, 7 settembre 1960) è un ex calciatore italiano, di ruolo centrocampista.

## Carriera
Di proprietà dell'Inter, dopo non aver effettuato alcuna presenza, nel 1978-1979 venne mandato in prestito in Serie B al Pisa, successivamente in Serie A nel Brescia dove fece 26 presenze e una rete e poi ancora un altro anno in Serie B con i pisani.
Tornato all'Inter nel 1982-1983, viene ceduto sempre in Serie A l'anno successivo al Genoa con cui retrocederà in Serie B e con i quali rimarrà anche nella serie cadetta per un anno.
Con i sardi gioca due stagioni e retrocede in C1. Nel 1987-1988 viene ceduto al Brindisi sempre tra i semiprofessionisti e vi rimarrà fino al termine della stagione 1988-1989.
Torna in Serie B per altre 2 stagioni con la Reggiana segnando 7 reti in due stagioni. Le 5 della stagione 1990-1991 sono il suo record personale nella cadetteria.
Nel 1991-1992 torna in C1 nello Spezia siglando 6 reti e la stagione successiva sempre nella stessa categoria con i liguri mette a segno 4 gol.
Nel 1993-1994 passa al Fanfulla in CND. Torna dunque per una stagione con lo Spezia prima di chiudere la carriera.